# Augochlora pinacis
Augochlora pinacis är en biart som först beskrevs av Joseph Vachal 1911.  Augochlora pinacis ingår i släktet Augochlora och familjen vägbin. Inga underarter finns listade.